# Tristán e Isolda (pintura)
Tristán e Isolda es un óleo de la pintora peruana Tilsa Tsuchiya.

## Descripción
La pintura presenta a los dos personajes de la leyenda de Tristán e Isolda, mirándose una al otro, con las lenguas atadas, sin brazos y en cuclillas. Ambos flotan sobre una superficie amarilla sobre un paisaje de montañas y niebla.

## Historia
Tilsa Tsuchiya inició la creación del cuadro en 1974. Un año después, en 1975, fue presentada al público en la galería Ars Concentra del distrito de Miraflores. En esa ocasión, la pintura fue la única pieza en exposición. Tsuchiya, además, diseñó el ambiente del local con música de Richard Wagner.
Propiedad de Gilles Mercier Tsuchiya, hijo de la artista, fue vendido en 1988. En mayo de 2022, la pintura fue subastada en la casa Sotheby's de Nueva York por 882,000 dólares. Tras su venta, se convirtió en la pintura más cara del arte peruano, tras Vista de El Gran Canal, obra pintada en 1890 por Federico del Campo que fue vendida por 685.000 dólares en 2008. Sin embargo, el Ministerio de Cultura previamente a la subasta, informó que no había emitido autorización para la salida del territorio nacional de la obra de arte, ya que «es un bien de valor, importancia y significado histórico; por lo tanto, integraría el Patrimonio Cultural de la Nación», según el informe que la Dirección General de Recuperaciones proporcionó a la Cancillería peruana.